# Spoorlijn Essen-Werden - Essen Hauptbahnhof
De spoorlijn Essen-Werden - Essen Hauptbahnhof is een spoorlijn in de Duitse stad Essen en is als spoorlijn 2161 onder beheer van DB Netze.

## Geschiedenis
Het traject werd door de Bergisch-Märkische Eisenbahn-Gesellschaft geopend op 15 augustus 1877.

## Treindiensten
Op het traject rijdt de S-Bahn Rhein-Ruhr de volgende routes:
| Serie | Treinsoort            | Route | Bijzonderheden                            |
| ----- | --------------------- | --- | ----------------------------------------- |
| S 6   | S-Bahn (DB Regio NRW) | Köln-Worringen – Köln-Nippes – Köln Hbf – Langenfeld (Rhld) – Düsseldorf-Benrath – Düsseldorf Hbf – Ratingen Ost – Essen Hbf | Dienstregeling S6 geldig vanaf 10-12-2023 |

## Aansluitingen
In de volgende plaatsen is of was er een aansluiting op de volgende spoorlijnen:
Essen-Werden
DB 2400, spoorlijn tussen Düsseldorf en Hagen
Essen Hauptbahnhof
DB 2160, spoorlijn tussen Essen en Bochum
DB 2162, spoorlijn tussen Essen Hbf W169 en W193
DB 2163, spoorlijn tussen Essen Hauptbahnhof en Essen-Kray Nord
DB 2164, spoorlijn tussen Essen Hauptbahnhof en aansluiting Essen-Kray Süd
DB 2169, spoorlijn tussen Essen Hauptbahnhof en Essen-Steele
DB 2172, spoorlijn tussen Essen en Gelsenkirchen Zoo
DB 2175, spoorlijn tussen Essen Hbf W10 en W184
DB 2291, spoorlijn tussen Mülheim-Styrum en Bochum
DB 2300, spoorlijn tussen Duisburg-Ruhrort en Essen

## Elektrische tractie
Het traject werd in 1968 geëlektrificeerd met een wisselspanning van 15.000 volt 16⅔ Hz.